# Англійська кухня

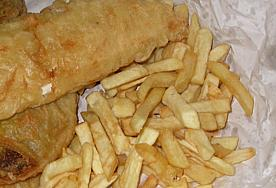
Fish and chips — смажена риба з картоплею

Англійська кухня не може конкурувати з такими вишуканими кухнями, як французька, італійська чи китайська за популярністю. Гострі на язик французи стверджують, що кухарями в пеклі слугують саме англійці та що не вмерти з голоду в Англії можна лише в тому випадку, якщо тричі в день їздити на континент. Часто й самі англійці говорять, що не занадто задоволені своєю кухнею. «Англійська кухня не має поняття про соуси. Ростбіф англійці готують без усяких спецій. Біфштекс смажать так довго, що він стає твердим, як підошва. І якщо станеться, що залишається м'ясний сік, то його зливають, щоб приготувати з нього ще й пудинг. А фарш — національна страва англійців, який вони готують з рубаного м'яса, — настільки несмачний, що його не може врятувати ніяка кількість перцю…».
Англійська кухня зберегла й донесла до наших днів багато традиційних страв. Основу їх складають м'ясо, риба, овочі, крупи. Дуже різноманітний у англійців асортимент холодних закусок, особливо рибної гастрономії, сандвічів. З перших страв найпоширеніші бульйони й різні пюре.
Англійці вживають у їжу багато м'яса: яловичину, телятину, баранину, нежирну свинину в натуральному вигляді. Ростбіф, біфштекс — улюблені національні страви. До м'яса подають різні соуси, маринади, найчастіше томатний соус і пікулі, на гарнір — картопля чи овочі.
Велике місце в харчуванні англійців займають різні пудинги. Їх готують як другі (м'ясні, круп'яні й овочеві) і як треті страви (солодкі фруктові пудинги).
В англійській національній кухні є чимало традиційних святкових страв. Серед них найпопулярніший різдвяний пудинг. Готується він із сала, хлібних крихт, борошна, родзинок, цукру, яєць та різних прянощів. Перед подачею цей пудинг обливають ромом, підпалюють і палаючим ставлять на стіл. Традиційними святковими стравами є також фарширована індичка з овочевим гарніром, святковий торт та ін.
Складовою частиною англійської національної кухні є шотландська кухня.

## Розклад прийому страв

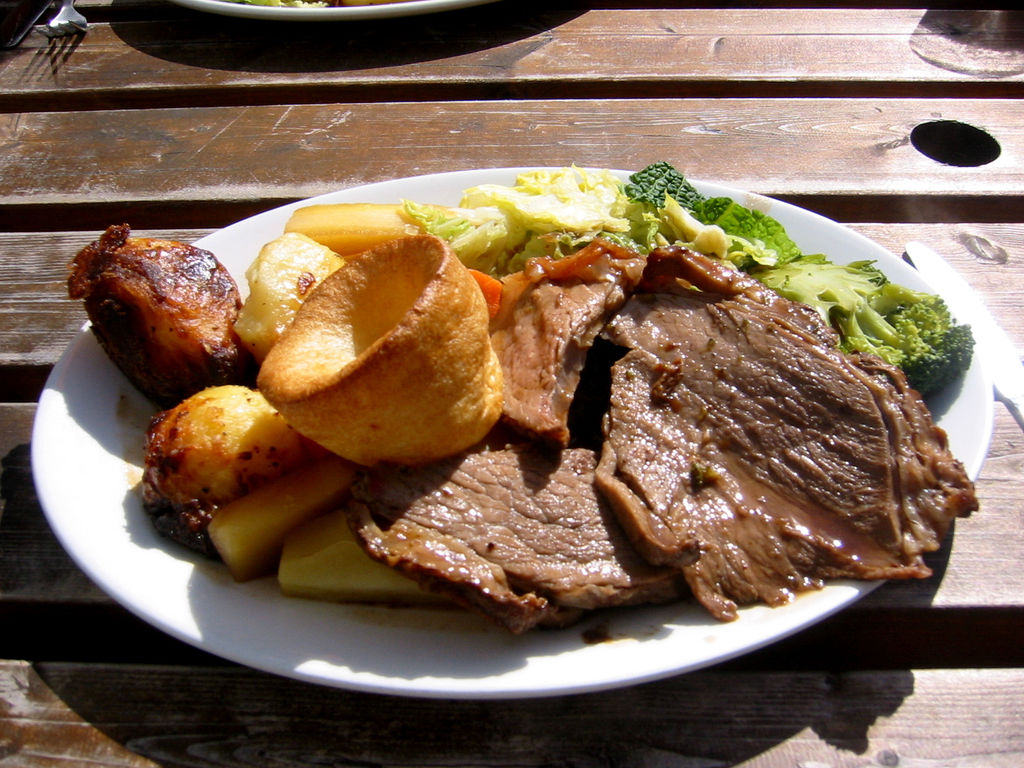
Ростбіф

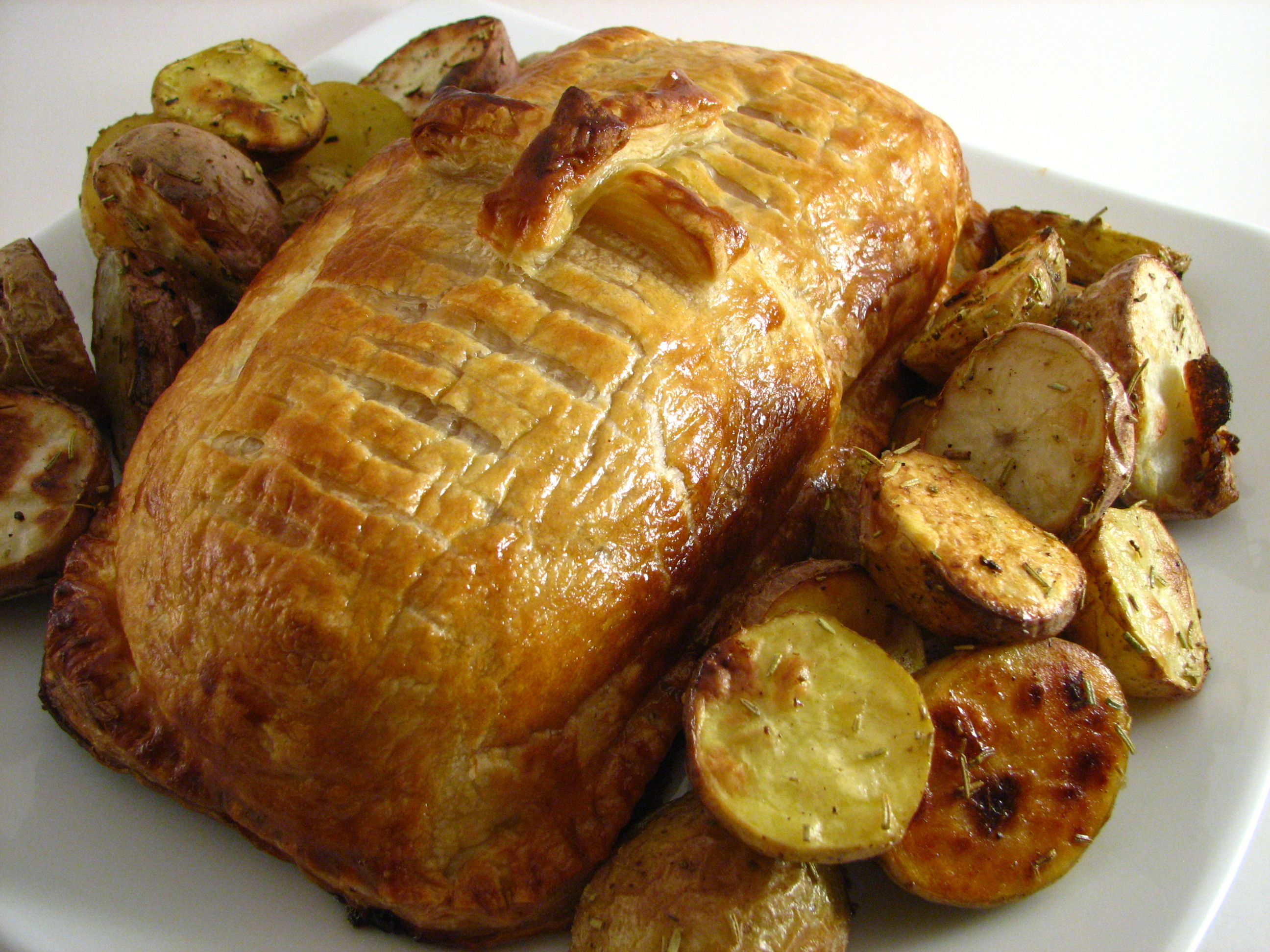
Біф Веллінгтон

День англійця починається звичайно із ранкового чаю чи апельсинового соку, що п'ють ще в ліжку. На перший сніданок (7-8 годин) подають, як правило, рідку вівсяну кашу (порідж), яйця, бекон, рибу; з рибних страв англійці віддають перевагу копченому оселедцю (кіперс) чи копченій трісці, палтусу. Часто можна побачити на столі обсмажений оселедець (блотерз) чи гриль-макрель.
Ланч (другий сніданок) подають о пів на другу. Він включає м'ясні страви: бекон, невеликі сосиски з тостами, нирки, обсмажені на грилі, біфштекси та ростбіфи, до яких подають різні соуси (найчастіше томатний) і маринади, а також овочі чи картоплю на гарнір. Проходить ланч звичайно в невеликих ресторанчиках — пабах, де відвідувачам пропонують сандвічі, смажені ковбаски, рибу з хрусткою смаженою картоплею, а також пиво, наприклад чорний ель чи портер (англійці надають перевагу бочковому пиву).
Файв о'клок для джентльмена. Англійці звичайно, п'ють солодкий чай до семи разів у день. До чаю, як правило, подають тістечка, сандвічі, салати, холодне м'ясо. Гарячі страви о п'ятій годині — лише у виняткових випадках.
До обіду, що припадає у Англії на 19-20 годин, подають закуски, супи, м'ясо, десерти. З перших страв англійці надають перевагу пюре, бульйонам, до них окремо подають варені шматочки м'яса, яйця, локшину, свіжі овочі і т. ін. Хліба в Англії їдять дуже мало, не більше двохсот грамів на день.

## Напої
Із напоїв в Англії найбільше поширення дістав чай. Його п'ють і за сніданком, і після обіду, і ввечері. Чай звичайно п'ють солодким, з молоком. Кава розповсюджена значно менше.
З хмільних напоїв особливо популярне пиво — чорний ель та портер, причому особливо цінується бочкове пиво, а також віскі, джин, бренді, ром, портвейн.